# Elizabeth Garrett Anderson
Elizabeth Garrett Anderson (ur. 9 czerwca 1836, zm. 17 grudnia 1917) – pierwsza lekarka oraz pierwsza kobieta na stanowisku burmistrza w Wielkiej Brytanii. Działała w ruchu sufrażystek.

## Wczesne życie
Była córką Newsona Garretta i siostrą Millicent Fawcett. Wykształcenie odebrała w prywatnej szkole. W latach 1860. zaczęła studia medyczne. Odbyła praktykę w Middlesex Hospital w Londynie, ale odmówiono jej przyjęcia na studia medyczne w większości szkół do których złożyła podania. Ostatecznie prywatnie studiowała anatomię w London Hospital. Udało jej się uzyskać dyplom uprawniający do prowadzenia praktyki lekarskiej. Po wielu nieudanych próbach została w końcu przyjęta do Society of Apothecaries (1865).
Garret zorientowała się, że w ramach Towarzystwa Aptekarskiego nie można zabronić jej zdawać egzaminów.

## Kariera
W 1866 rozpoczęła pracę w St Mary's Dispensary, instytucji mającej zapewniać opiekę medyczną ubogim kobietom. Placówka ta szybko rozwinęła się w New Hospital for Women, założony wspólnie z Sophią Jex-Blake, gdzie Garrett pracowała przez ponad 20 lat. W 1870 uzyskała tytuł naukowy z medycyny na Uniwersytecie Paryskim. W tym samym roku została wybrana do London School Board, jako reprezentantka okręgu Marylebone. Rozpoczęła również pracę w East London Hospital for Children, ale ostatecznie zrezygnowała z tej pracy i poświęciła się działalności w New Hospital for Women. W 1871 poślubiła Jamesa Andersona i miała z nim troje dzieci (Louisę, Margaret i Alana).
Przez 19 lat, od 1873, Garrett Anderson była jedyną kobietą w Brytyjskim Towarzystwie Medycznym. Nadal pracowała w New Hospital for Women, a w 1874 doprowadziła do powstania London School of Medicine for Women. W 1897 r. została wybrana prezesem wschodnioangielskiej gałęzi Brytyjskiego Towarzystwa Medycznego.
9 listopada 1908 została wybrana na burmistrza Aldeburgh; była pierwszą w Anglii kobietą na tym stanowisku. Wcześniej lokalnym burmistrzem był jej ojciec oraz mąż. W trakcie sprawowania urzędu wygłaszała liczne mowy dotyczące praw wyborczych kobiet.
Zmarła w 1917 i została pochowana w Aldeburgh.